# Zosim Chirtop
Zosim Chirtop (n. 1868, Câmpeni, comitatul Turda-Arieș, Regatul Ungariei - d.1953, Câmpeni, RPR), a fost un deputat în Marea Adunare Națională de la Alba Iulia, organismul legislativ reprezentativ al „tuturor românilor din Transilvania, Banat și Țara Ungurească”, cel care a adoptat hotărârea privind Unirea Transilvaniei cu România, la 1 decembrie 1918.

## Biografie
Zosim Chirtop s-a născut la Câmpeni și a fost delegat al Cercului Trascău. A urmat Facultatea de drept din Budapesta, a fost avocat in Câmpeni. Pentru „vina” de nu fi fost devotat statului, a fost pedepsit cu 3 ani inchisoare, pedeapsă pe care și-a ispășit-o în temnița de la Vaț. A decedat la Câmpeni, în 1953.

## Studii
A urmat Facultatea de Drept din Budapesta. După absolvirea facultații și-a obținut diploma de avocat, apoi și-a inceput activitatea juridica la Câmpeni, ca avocat și notar public.

## Activitatea politică
Pentru Adunarea Națională de la Alba Iulia a fost ales delegat titular al cercului electoral Trascău. Dupa Unirea cea Mare, din 1918, a fost ales membru al Consiliului Dirigent, iar mai târziu a fost numit „senator pe viață”.